# Rip It Up (canción)
«Rip It Up» es una canción escrita por Robert Blackwell y John Marascalco. Durante el año 1956 la canción fue versionada por Bill Haley y sus Cometas, Little Richard y Elvis Presley. La versión de Little Richard alcanzó el número uno en las listas de R&B Best Sellers, duro en ella dos semanas y alcanzó el número diecisiete en la lista pop. La versión de Halley entró ese mismo año en el UK Singles Chart alcanzando el puesto # 4. Presley por su parte logró posicionarla en ese mismo chart en el puesto # 27 el año entrante.
Sin embargo la versión de Elvis no se editó como sencillo sino que formó parte de su segundo álbum de estudio titulado homónimamente Elvis en 1956 el cual se posicionó en el puesto # 1 de varias listas logrando ser premiado primeramente con un disco de oro.

## Lírica
La canción hace referencia a un joven que acaba de cobrar aparentemente su salario y piensa gastarse todo lo que ha estado ahorrando durante esos días, en una salida con su prometida un sábado a la noche, procurando no llegar tarde a su cita y comentando sus intenciones de cómo va a rockear y gastar su dinero en dicha cita.

## Otras versiones
La canción Rip it up fue versionada por:
- Chuck Berry.
- Buddy Holly
- Gene Vincent.

- The Everly Brothers lanzó una versión de esta canción en el año 1959 (# 57 en Australia, no alcanzó entrar a las listas en EE. UU. o el Reino Unido).

- En la sesiones de Get Back en 1969, The Beatles grabaron la canción como parte de un medley con "Shake, Rattle and Roll" y "Blue Suede Shoes". Esta grabación fue lanzada en 1996 en el álbum Anthology 3.
- Esta misma canción fue tocada en 1975 por John Lennon e incluida en su álbum Rock 'n' Roll, en un medley junto con la canción "Ready Teddy".

- Commander Cody and His Lost Planet Airmen cubrió la canción en su álbum Hot Licks, Cold Steel & Truckers Favorites en 1972.[6]

- Little Richard también cantó esta canción en el especial PBS, Doo Wop 51.
- Elvis Presleya su vez realizó en 1971 en Las Vegas una improvisación acelerada del tema.[7]

- Alvin and the Chipmunks versionaron de la canción de "Film Flam", un episodio de 1985 de su serie de TV.

- El Grupo The Tornados cubrió esta canción en su álbum de 1964, Away from it All.[8]

- Wanda Jackson versionó en su álbum de 2011 The Party Ain't Over.[9]